# Lista dróg regionalnych w Rosji
Drogi regionalne, drogi znaczenia regionalnego w Rosji (ros. Автомобильные дороги России регионального значения) – drogi publiczne stanowiące własność podmiotów Federacji Rosyjskiej i finansowane z ich budżetów. Drogi regionalne są oznaczane pod postacią liter cyrylicy Р, А, К (łacińskie R, A, K) oraz numeru.
Oprócz litery i numeru musi również występować kod podmiotu federalnego (dwie pierwsze cyfry) pochodzący z systemu OKATO (ros. Общероссийский классификатор объектов административно-территориального деления) będącego rejestrem jednostek administracyjnych kraju. Na przykład droga regionalna relacji Kazań — Perm znajdująca się w obrębie obwodu kirowskiego posiada numer 33Р-001, z czego liczba 33 jest oznaczeniem obwodu w systemie OKATO.

## Lista dróg regionalnych
| Numer | Trasa międzynarodowa (E/AH) | Nazwa                                                      | Przebieg | Długość (km) | Uwagi |
| ----- | --------------------------- | ---------------------------------------------------------- | --- | ------------ | --- |
| A100  |                             | Szosa Możajska (Можайское шоссе)                           | Moskwa — Odincowo — Kubinka — Możajsk                                                                         | 115          | |
| A115  |                             | A115                                                       | M10 — Kiriszy — Wołchow — M18 — Nowa Ładoga                                                                   | ?            | |
| A117  |                             | A117                                                       | Opoczka — granica z Białorusią                                                                                | ?            | |
| A122  |                             | A122                                                       | Sankt Petersburg — Pargołowo — Sierłotowo — Ogonki — Striełcowo — M10 «Skandynawia»                           | ?            | |
| A123  |                             | A123                                                       | Zielenogorsk — Zielonaja Roszcza — Primorsk — Wyborg                                                          | ?            | |
| A128  |                             | A128 Droga Życia (Дорога жизни)                            | Sankt Petersburg — Wsiewołożsk — Rachja — Borysowa Grywa — Ładoga                                             | ?            | Część Drogi Życia; Numer A128 obowiązuje do końca 2017 r.                                                                                   |
| A129  |                             | A129                                                       | Sankt Petersburg — Prioziorsk — Sortawała                                                                     | ?            | |
| A143  |                             | A143                                                       | Tambow — Morszansk — Szack                                                                                    | ?            | |
| A182  |                             | A182                                                       | A370 «Ussuri» — Choroł — Kamień-Rybolow — Nowokachalińsk — granica z Chińską Republiką Ludową                 | ?            | |
| A183  |                             | A183                                                       | A370 «Ussuri» — Jarosławski — Żarikowo — Komissarowo                                                          | ?            | |
| A184  |                             | A184                                                       | Ussuryjsk A370 — Galjonki — Lipowce — Pograniczne                                                             | ?            | |
| A188  |                             | A188                                                       | Uglowoje A370 — Artiom — Fokino — Nachodka                                                                    | ?            | |
| A189  |                             | A189                                                       | Razdołnoje A370 — Barabasz — Kraskino — Chasan                                                                | ?            | |
| A301  | E117                        | A301 Gruzińska Droga Wojenna                               | Biesłan — Władykaukaz — Dolny Lars — granica z Gruzją                                                         | ?            | Nazwa nieoficjalna |
| Р1    |                             | R1                                                         | Archangielsk — Kargopol — Prokszyno — Wytiegra                                                                | 517          | |
| Р2    |                             | R2                                                         | Dołmatowo — Niandoma — Kargopol — Pudoż                                                                       | 223          | |
| Р6    |                             | R6                                                         | Czerepowiec — Biełoziersk — Lipin Bor                                                                         | ?            | |
| Р7    |                             | R7                                                         | Czekszyno — Totma — Nikolsk                                                                                   | 345          | |
| Р8    |                             | R8                                                         | Ustiużna — Wałdaj                                                                                             | 267          | |
| Р10   | E105                        | R10                                                        | Liinachamari — Wirtaniemi                                                                                     | 100          | |
| Р12   |                             | R12                                                        | Murmańsk — granica z Finlandią                                                                                | 231          | |
| Р18   | E105                        | R18                                                        | Biełomorsk — Pusznoj                                                                                          | 36           | |
| Р19   |                             | R19                                                        | Pietrozawodsk — Wozneseje                                                                                     | ?            | |
| Р24   |                             | R24                                                        | ? | ?            | |
| Р37   |                             | R37 Archanielski Trakt                                     | Łodiejnoje Pole — Wytiegra —                                                                                  | 824          | Nazwa nieoficjalna; Numer R37 obowiązuje do końca 2017 r.                                                                                   |
| Р72   |                             | R72                                                        | Włodzimierz — Murom — Arzamas                                                                                 | 294          | |
| Р81   |                             | R81                                                        | Kineszma — Jełnat — Jurjewez — Pucheż — Czkałowsk                                                             | 150          | |
| Р83   |                             | R83                                                        | ? | ?            | |
| Р84   |                             | R84                                                        | Twer — Bieżeck — Krasnyj Chołm — Wiesiegonsk — Ustiużna                                                       | ?            | |
| Р85   |                             | R85                                                        | Wysznij Wołoczok — Maksaticha — Bieżeck — Sonkowo                                                             | 177          | |
| Р87   |                             | R87                                                        | Rżew — Seliżarowo — Ostaszków                                                                                 | 119,6        | Dawny numer drogi; obecny numer: 28K-1179                                                                                                   |
| Р89   |                             | R89                                                        | Ostaszków — Wołgowerchoje                                                                                     | ?            | |
| Р90   |                             | R90                                                        | Uwarowka — Szachowskaja — Łotoszyno — Twer                                                                    | 168          | |
| Р94   |                             | R94                                                        | ? | ?            | |
| Р95   |                             | R95                                                        | ? | ?            | |
| Р96   |                             | R96                                                        | ? | ?            | |
| Р98   |                             | R98                                                        | Kostroma — Sudisławl — Makariew — Manturowo — Georgijewskoje — Werchniespasskoje                              | 341          | |
| Р100  |                             | R100                                                       | Sudisławl — Galicz — Czuchłoma — Soligalicz                                                                   | 167          | |
| Р101  |                             | R101                                                       | Ostrowskoje — Kineszma                                                                                        | 48           | |
| Р104  |                             | R104                                                       | Siergijew Posad — Kalazin — Uglicz — Myszkin — Poszechnoje — Rybińsk — Czerepowiec                            | 446          | |
| Р105  |                             | R105 Szosa Jegoriewska, Szosa Kasimowska                   | Moskwa — Jegoriewsk — Tuma — Kasimow                                                                          | 273          | Nazwa nieoficjalna |
| Р124  |                             | R124                                                       | Szack — Kasimow                                                                                               | 137          | |
| Р125  |                             | R125                                                       | Niżny Nowogród — Murom — Kasimow — Rjażsk                                                                     | 445          | |
| Р126  |                             | R126                                                       | Rjazań — Jefremow                                                                                             | 310          | |
| Р134  |                             | R134 Stara Droga Smoleńska                                 | Smoleńsk — Wjadźma — Zubcow                                                                                   | ?            | Fragment Starej Drogi Smoleńskiej |
| Р139  |                             | R139                                                       | Bielow — Odojew — Tuła                                                                                        | 120          | |
| Р140  |                             | R140                                                       | Tuła — Nowomoskowsk                                                                                           | ?            | |
| Р151  |                             | R151                                                       | Jarosław — Tutajew — Rybińsk                                                                                  | 82           | |
| Р152  |                             | R152                                                       | Rostów — Iwanowo — Szuja — Niżny Nowogród                                                                     | 368          | |
| Р153  |                             | R153                                                       | Uglicz — Borisoglebskij — Rostów                                                                              | 95           | |
| Р156  |                             | R156                                                       | | ?            | Według niektórych źródeł Berlinka |
| Р157  |                             | R157                                                       | Uren — Szaria — Nikolsk — Wielki Ustiug — Kotłas                                                              | 476          | |
| A108  |                             | Duży Pierścień Moskwy (Московское большое кольцо)          | Dmitrów — Siergijew Posad — Oriechowo-Zujewo — Woskriesiensk — Michniewo — Bałabanowo — Ruza — Klin — Dmitrów | 553          | Pierścień drogowy wokół Moskwy |
| A109  |                             | Iljińska szosa                                             | | 13           | |
| A110  |                             | A110                                                       | — obiekt Semenow                                                                                              | 1            | |
| A111  |                             | A111                                                       | — Państwowy Kompleks "Zawidowo"                                                                               | 7            | |
| A112  |                             | A112                                                       | Czepeliowo — Welaminowo                                                                                       | 24           | |
| A113  |                             | Pierścień Centralny, CzKAD (ЦКАД)                          | | 525          | Droga planowana |
| A114  |                             | A114                                                       | Wołogda — Tichwin — Р21                                                                                       | 531          | |
| A118  |                             | KAD                                                        | Sankt Petersburg                                                                                              | 142          | Pierścień drogowy wokół Sankt Petersburga, częściowo poza granicami miasta                                                                  |
| A120  |                             | A120                                                       | Kirowsk — Mga — Gatczyna — Bolszaja Iżora                                                                     | 149          | Zewnętrzny pierścień drogowy wokół Sankt Petersburga                                                                                        |
| A121  |                             | Sortawała (Сортавала)                                      | Sankt Petersburg — Sortawała — Р21                                                                            | 531          | |
| A130  |                             | A130                                                       | Moskwa — Małojarosławiec — Rosław — granica z Białorusią                                                      | 456          | Do końca 2017 r. obowiązuje również oznaczenie                                                                                              |
| A132  |                             | A132                                                       | — Smoleńsk | 9            | |
| A133  |                             | A133                                                       | — Lipieck | 58           | |
| A134  |                             | A134                                                       | — Woroneż | 11           | |
| A135  |                             | A135                                                       | — Rostów nad Donem                                                                                            | 2            | |
| A136  |                             | A136                                                       | — Krasnodar                                                                                                   | 11           | |
| A142  | E391                        | A142                                                       | Trosna — Kalinowka                                                                                            | 105          | |
| A146  | E115                        | A146                                                       | Krasnodar — Werchniebaranskij                                                                                 | 148          | |
| A147  | E97                         | A147                                                       | Dżubga — Soczi — granica z Abchazją (de iure z Gruzją)                                                        | 217          | Abchazja jest państwem nieuznawanym, zgodnie z prawem międzynarodowym jest częścią Gruzji; · do końca 2017 r. obowiązuje również oznaczenie |
| A148  |                             | Dubler prospektu Kurortowego (Дублёр Курортного проспекта) | — obwodnica Soczi                                                                                             | 16           | Autostrada |
| A149  |                             | A149                                                       | Adler — Krasnaja Polana                                                                                       | 39           | Adler jest częścią Soczi |
| A151  |                             | A151                                                       | Ciwilsk — Uljanowsk                                                                                           | 198          | |
| A153  |                             | A153                                                       | Nytwa — Kudymkar                                                                                              | 129          | Do końca 2017 r. obowiązuje również oznaczenie Р344                                                                                         |
| A155  |                             | A155                                                       | Czerkiesk — Dombaj — granica z Abchazją (de iure z Gruzją)                                                    | 143          | Abchazja jest państwem nieuznawanym, zgodnie z prawem międzynarodowym jest częścią Gruzji                                                   |
| A156  |                             | A156                                                       | — Międzynarodowe Centrum Rekreacji «Archiz» oraz Obserwatorium Astrofizyczne Rosyjskiej Akademii Nauk         | 73           | |
| A157  |                             | A157                                                       | Mineralne Wody — Kisłowodzk                                                                                   | 47           | Port lotniczy znajduje się 4 km od Mineralnych Wód                                                                                          |
| A158  |                             | A158                                                       | Prochladny — Baksan — Elbrus                                                                                  | 130          | |
| A159  |                             | A159                                                       | Majkop — Rezerwat Przyrodniczy Kaukazu                                                                        | 84           | |
| A160  |                             | A160                                                       | Majkop — Ust'-Łabińsk — Korienowsk                                                                            | 131          | Do końca 2017 r. obowiązuje również oznaczenie Р253                                                                                         |
| A161  | E117                        | A161                                                       | Władykaukaz — Niżny Lars — granica z Gruzją                                                                   | 33           | Do końca 2017 r. obowiązuje również oznaczenie Р301                                                                                         |
| A162  |                             | A162                                                       | Władykaukaz — Ałagir                                                                                          | 38           | Do końca 2017 r. obowiązuje również oznaczenie Р297                                                                                         |
| A163  |                             | A163                                                       | Р217 — Władykaukaz-Biesłan                                                                                    | 4            | Port lotniczy znajduje się 5 km na płn.-wsch. od Biesłanu i 15 km od Władykaukazu                                                           |
| A164  |                             | Droga transkaukaska (Транскавка́зская магистра́ль, Транскам) | Kardżin — Ałagir — Niżny Zaramag — granica z Osetią Południową (de iure z Gruzją)                             | 219          | Osetia Południowa jest terytorium spornym; zgodnie z prawem międzynarodowym jest integralną częścią Gruzji                                  |
| A165  |                             | A165                                                       | Lermontow — Czerkiesk                                                                                         | 75           | Do końca 2017 r. obowiązuje również oznaczenie                                                                                              |
| A167  | E50                         | A167                                                       | Kocubej — Nieftiekumsk — Zielenokumsk — Mineralne Wody                                                        | 339          | |
| A180  | E20                         | Narwa (Нарва)                                              | Sankt Petersburg — granica z Estonią                                                                          | 160          | Do końca 2010 r. droga posiadała oznaczenie                                                                                                 |
| A181  | E18 · AH8                   | Skandynawia (Скандинавия)                                  | Sankt Petersburg — Wyborg — granica z Finlandią                                                               | 147          | Do końca 2017 r. obowiązuje również oznaczenie                                                                                              |
| A212  | E77                         | A212                                                       | Psków — Izborsk — granica z Estonią                                                                           | 60           | |
| A216  | E77                         | A216                                                       | Gwardiejsk — Nieman — granica z Litwą                                                                         | 62           | |
| A229  | E28 · E77                   | A229                                                       | Królewiec — Czerniachowsk — Niestierow — granica z Litwą                                                      | 146          | |
| A240  |                             | A240                                                       | Briańsk — Nowozybkow — granica z Białorusią                                                                   | 221          | Do 2011 r. droga była oznaczana jako M13 |
| A260  | E40 · AH70                  | A260                                                       | Wołgograd — Kamieńsk Szachtyński — granica z Ukrainą                                                          | 382          | Do 2017 r. obowiązuje również numer |
| A270  | E50                         | A270                                                       | — Nowoszachtyńsk — granica z Ukrainą                                                                          | 33           | Droga posiadała także oznaczenie , prawdopodobnie funkcjonuje ono nadal                                                                     |
| A280  | E58                         | A280                                                       | Rostów nad Donem — Taganrog — granica z Ukrainą                                                               | 117          | Do 2011 r. droga była oznaczana jako |
| A290  | E97 · E115                  | A290                                                       | Noworosyjsk — Cieśnina Kerczeńska — granica z Ukrainą                                                         | 147          | Do końca 2017 r. obowiązuje również oznaczenie                                                                                              |
| A295  |                             | A295                                                       | Joszkar-Oła — Zielenodolsk —                                                                                  | 120          | Dawniej droga była oznaczana jako Р175 |
| A300  | E121 · AH63                 | A300                                                       | Samara — granica z Kazachstanem                                                                               | 194          | Do końca 2017 r. obowiązuje również oznaczenie                                                                                              |
| A305  |                             | A305                                                       | Czelabińsk — Ilek — granica z Kazachstanem                                                                    | 130          | Dawniej droga była oznaczana jako Р335 |
| A310  | E123 · AH7                  | A310                                                       | Czelabińsk — Troick — granica z Kazachstanem                                                                  | 150          | Do 2010 r. droga była oznaczana jako M36 |
| A320  | E127 · AH60                 | A320                                                       | Omsk — Czerlak — granica z Kazachstanem                                                                       | 188          | Do końca 2017 r. obowiązuje również oznaczenie                                                                                              |
| A322  | AH64                        | A322                                                       | Barnauł — Rubcowsk — granica z Kazachstanem                                                                   | 330          | |
| A331  |                             | Wiliuj (Вилюй)                                             | Tulun — Brack — Ust´-Kut — Mirny — Jakuck                                                                     | 3000         | |
| A333  |                             | A333                                                       | Kułtuk — granica z Mongolią                                                                                   | 219          | |
| A340  | AH3                         | A340                                                       | Ułan Ude — Kiachta — granica z Mongolią                                                                       | 219          | |
| A350  | AH6                         | A350                                                       | Czyta — Zabajkalsk — granica z Chińską Republiką Ludową                                                       | 491          | Do końca 2017 r. obowiązuje również oznaczenie                                                                                              |
| A360  |                             | Lena (Лена)                                                | Newer — Jakuck                                                                                                | 1235         | Do końca 2017 r. obowiązuje również oznaczenie                                                                                              |
| A361  |                             | A361                                                       | — granica z Chińską Republiką Ludową                                                                          | 60           | |
| A370  | AH6 · AH30                  | Ussuri (Уссури)                                            | Chabarowsk — Władywostok                                                                                      | 760          | Do 2011 r. droga była oznaczana jako |
| A375  |                             | Wostok (Восток)                                            | Chabarowsk — Ariadne — Czugujewka — Nachodka                                                                  | 824          | Budowa drogi wstrzymana w 2002 r. |
| A381  |                             | A381                                                       | Narjan-Mar — Narjan-Mar                                                                                       | 2            | Port lotniczy znajduje się na wschód od Narjan-Maru                                                                                         |
| A382  |                             | A382                                                       | Dudinka — Ałykiele                                                                                            | 54           | Port lotniczy znajduje się 35 km na zachód od Norylska                                                                                      |
| A383  |                             | A383                                                       | Tura — Tura                                                                                                   | 14           | Port lotniczy znajduje się na północny wschód od miasta                                                                                     |
| A384  |                             | A384                                                       | Anadyr — Anadyr                                                                                               | 9            | Port lotniczy znajduje się ok. 11 km od Anadyru                                                                                             |
| A391  |                             | A391                                                       | Jużnosachalińsk — Korsakow                                                                                    | 37           | Do końca 2017 r. obowiązuje również oznaczenie Р488                                                                                         |
| A392  |                             | A392                                                       | Jużnosachalińsk — Chołmsk                                                                                     | 89           | |
| A401  |                             | A401                                                       | Pietropawłowsk Kamczacki — Pietropawłowsk Kamczacki                                                           | 17           | Port lotniczy znajduje się ok. 30 km na płn.-zach. od Pietropawłowska Kamczackiego                                                          |